# Rudolstadt
Rudolstadt város Németországban, azon belül Türingiában. Lakosainak száma 24 767 fő (2023. december 31.).

## Közigazgatás
Rudolstadt 24 településrészre oszlik. A városközponton kívül a következő falvak tartoznak hozzá:
- Ammelstädt
- Breitenheerda
- Cumbach
- Eichfeld
- Eschdorf
- Geitersdorf
- Groschwitz
- Haufeld
- Heilsberg
- Keilhau
- Lichstedt
  - Groschwitz
- Milbitz
- Mörla
- Oberpreilipp
- Pflanzwirbach
- Remda
  - Altremda
  - Kirchremda
- Rudolstadt
- Schaala
- Schwarza
- Schwarzenshof
- Sundremda
- Teichel
- Teichröda
- Treppendorf
- Unterpreilipp
- Volkstedt

## Története
A falut először 776-ban említik egy dokumentumban Rudolfestat (Rudolf települése) néven, Nagy Károly ajándékaként a hersfeldi kolostornak.
A 13. század elején Rudolstadt az orlamündei grófok birtokában volt, akiktől 1300 körül részben, majd 1334-ben teljes egészében a schwarzburgi grófokra szállt. 1326 óta rendelkezik városi joggal. 1599-től 1920-ig Schwarzburg-Rudolstadt fővárosa volt. 
A 18. és 19. században a város kulturális virágkorát élte, amikor számos művész élt és alkotott itt. Friedrich Schiller is gyakori látogatója volt a városnak. Itt ismerkedett meg későbbi feleségével, Charlotte von Lengefelddel, és 1788. szeptember 7-én találkozott először Goethével a Beulwitz-házban, a mai Schiller-múzeum. 
1813-ban, a Napóleon elleni háború elől Rudolstadtba menekült Arthur Schopenhauer. Július-novemberben a település fogadójában írta meg „Az elégséges alap törvényének négyféle gyökeréről” (Über die vierfache Wurzel des Satzes vom zureichenden Grunde) című doktori disszertációját.
Rudolstadt 1936 és 1945 között a Wehrmacht helyőrségi városa volt. A második világháború utolsó napjaiban, 1945. április 10-én amerikai repülőgépek bombázták Volkstedt városrészt. A későbbi francia elnök, François Mitterrand 1941-es szökéséig a Schaala településben volt hadifogoly. 
A háború után Rudolstadt-Schwarza az NDK vegyipari központjává fejlődött. Több mint 6000 munkavállaló talált munkát az egykori „Wilhelm Pieck” vegyipari szálgyártó kombinátban és további több ezer a beszállítói iparban. 

## Itt született
- Rudolf Hercher (1821–1878), német hellénista
- Ernst Anemüller (1859–1943), német filológus, könyvtáros és tanár
- Peter Rock (1941–2021), labdarúgó
- Christoph Stephan (1986–), sílövő

## Népesség
A népesség alakulása:
| 1834 – 1985 - 1834: 05.929 - 1890: 11.398 - 1925: 15.711 - 1933: 16.863 - 1939: 19.331 - 1946: 22.100 - 1950: 28.234 - 1960: 27.678 - 1970: 31.683 - 1981: 31.547 - 1984: 32.232 - 1985: 32.408 | 1994 – 2005 - 1994: 29.118 - 1995: 28.691 - 1996: 28.438 - 1997: 28.521 - 1998: 28.241 - 1999: 27.996 - 2000: 27.528 - 2001: 26.940 - 2002: 26.549 - 2003: 26.010 - 2004: 25.793 - 2005: 25.397 | 2006 – 2017 - 2006: 25.131 - 2007: 24.650 - 2008: 24.285 - 2009: 24.033 - 2010: 23.762 - 2011: 23.998 - 2012: 22.811 - 2013: 22.739 - 2014: 22.667 - 2015: 22.855 - 2016: 22.704 - 2017: 22.560 | 2018 – - 2018: 22.283 - 2019: 24.943 - 2020: 24.672 - 2021: 24.450 - 2022: 24.749 - 2023: 24.767 |

Rudolstadt népességfejlődése 1834 és 2016 között

Adatforrás 1994-től: Thüringiai Statisztikai Hivata

## Képek

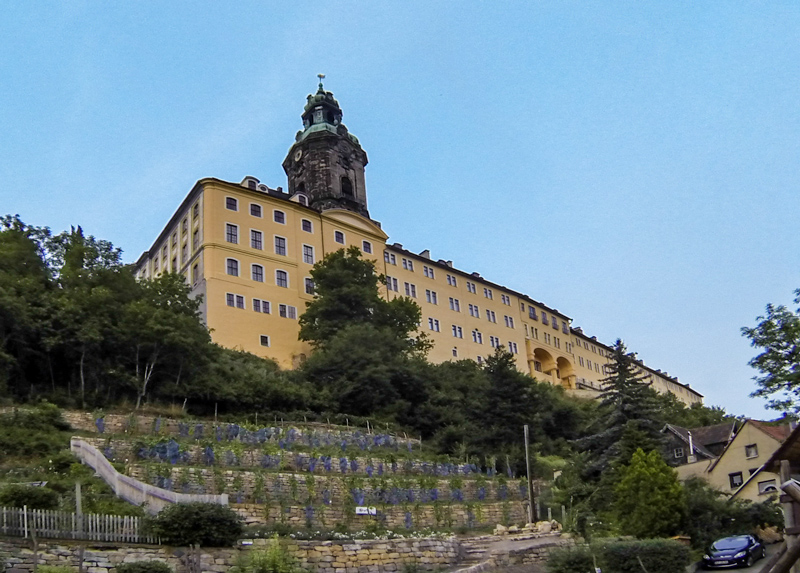
A  Heidecksburg
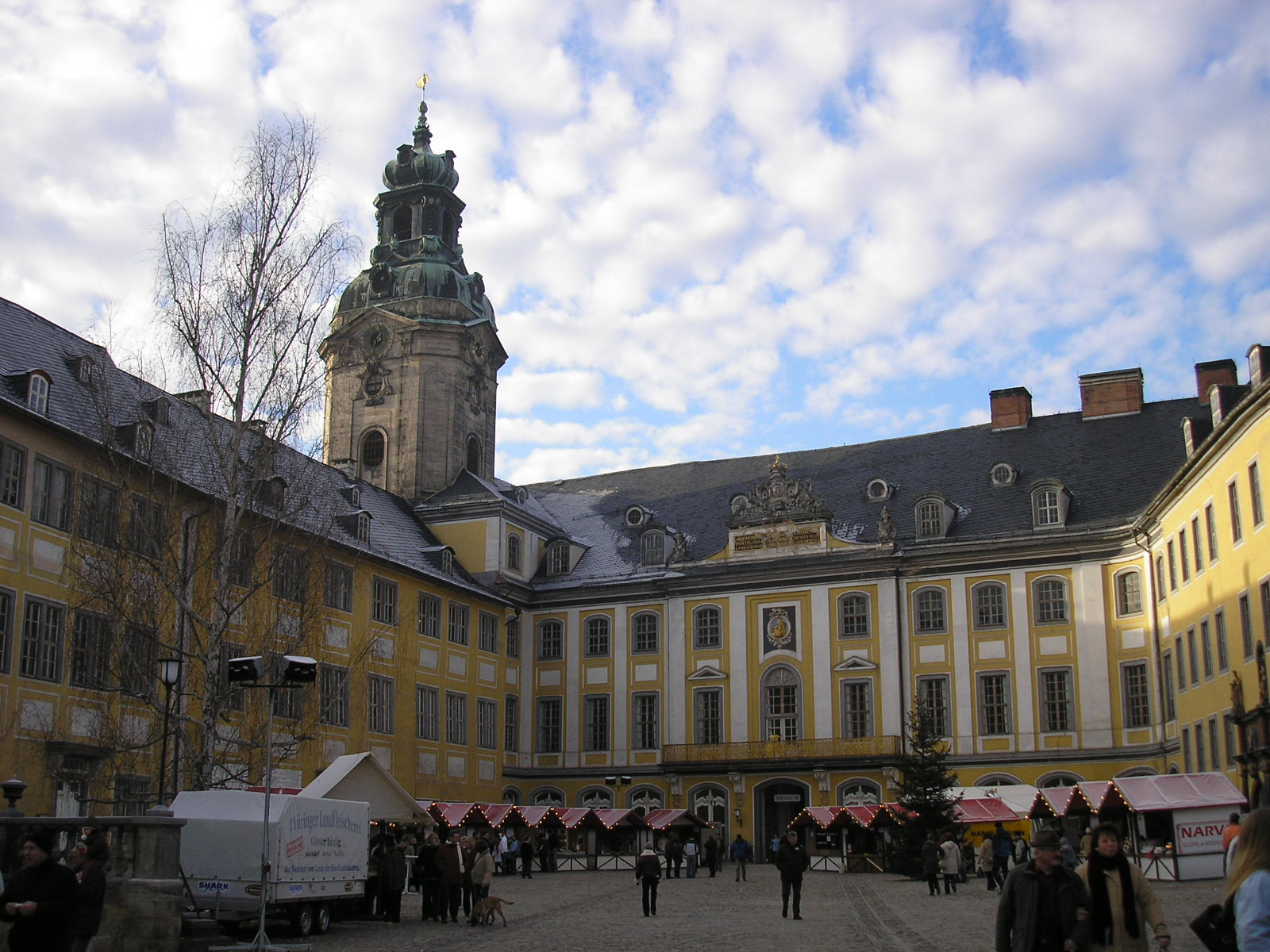
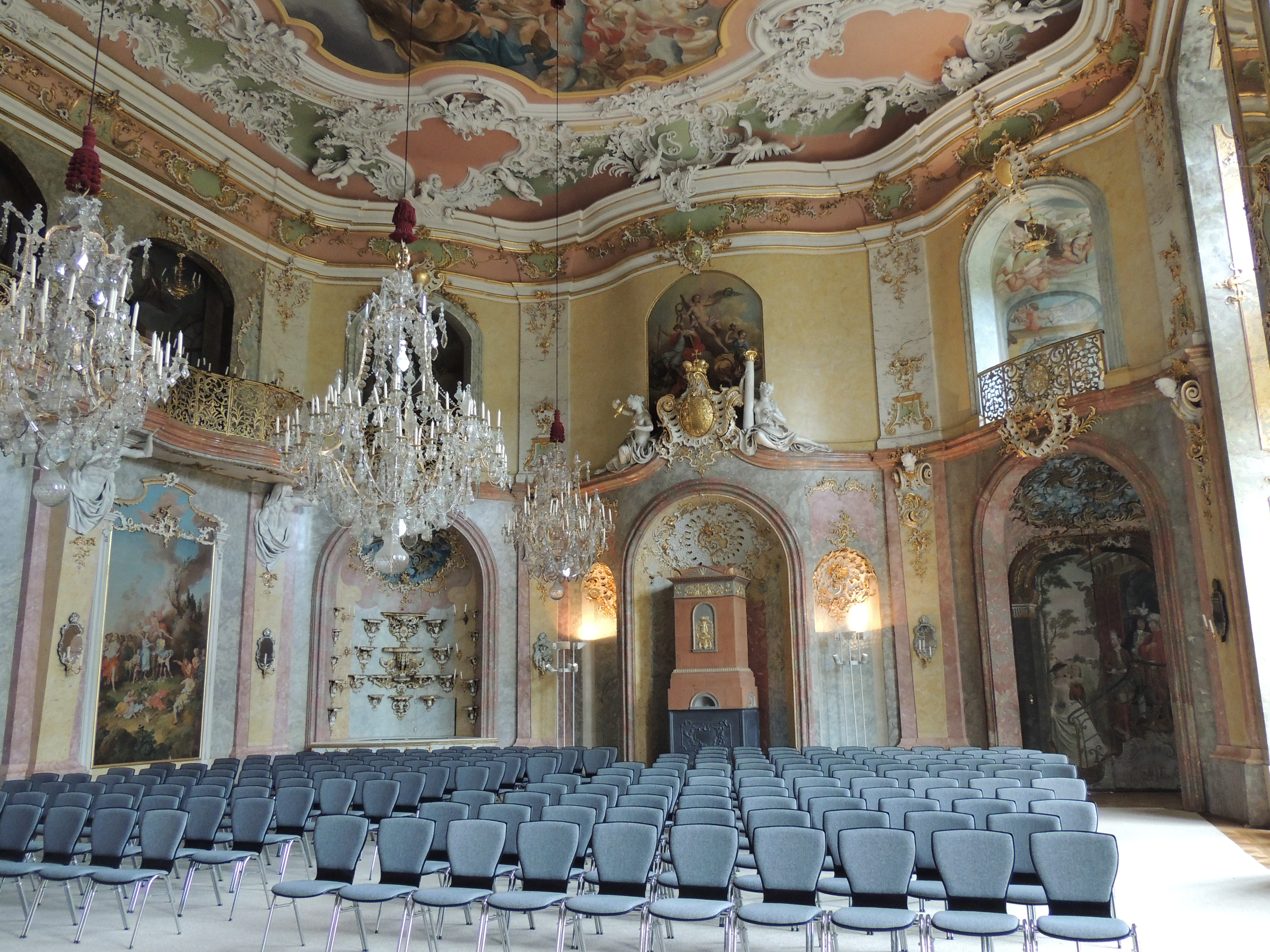
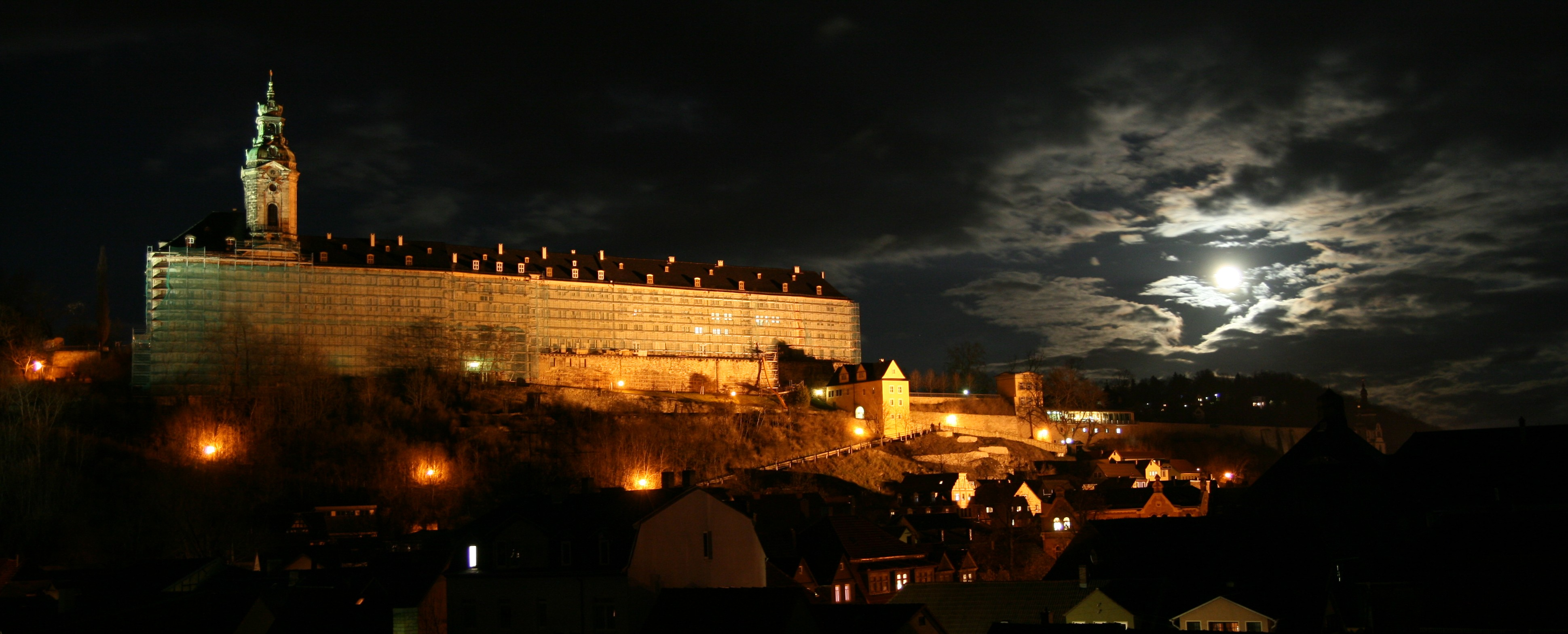
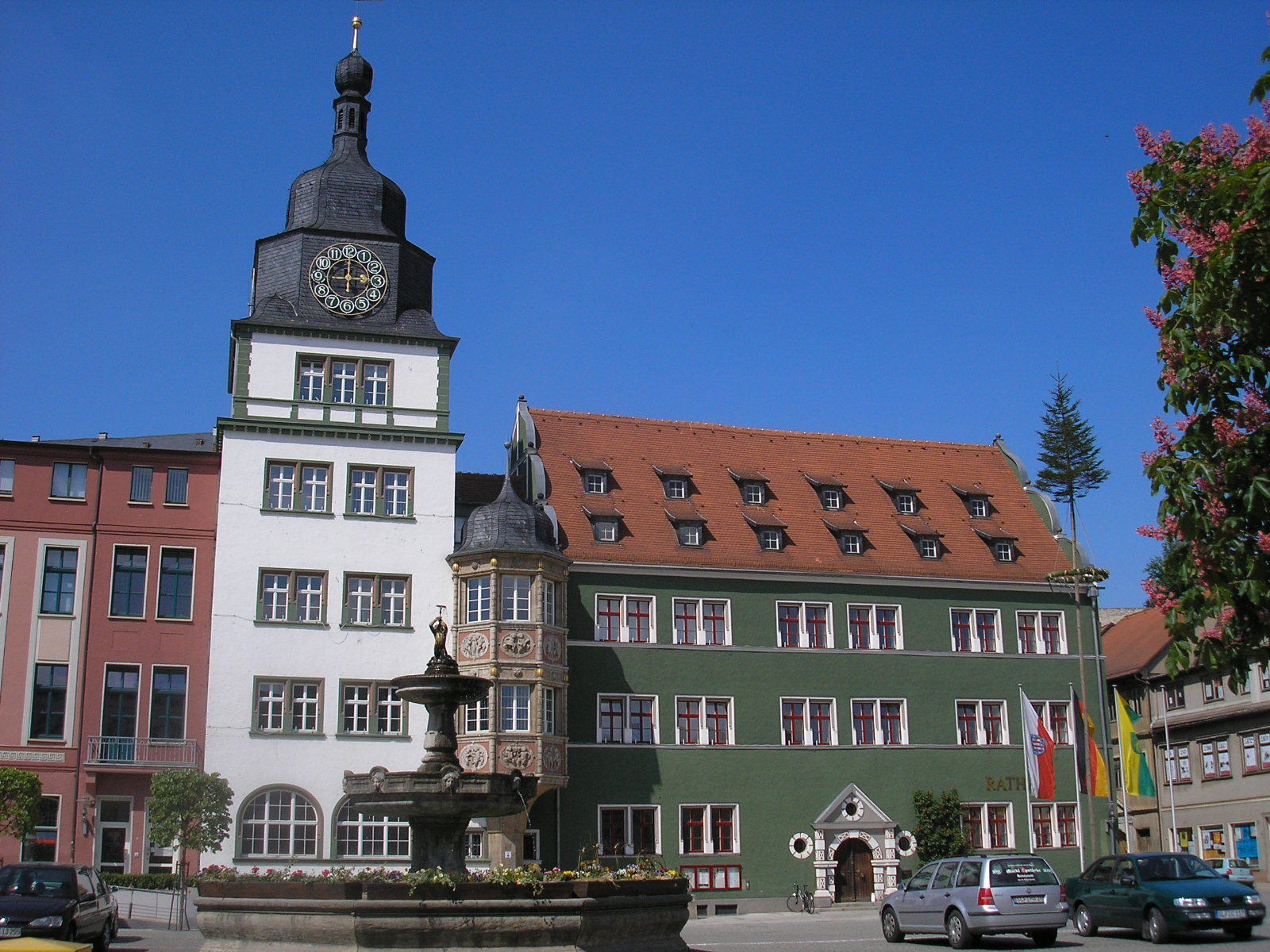
A városháza
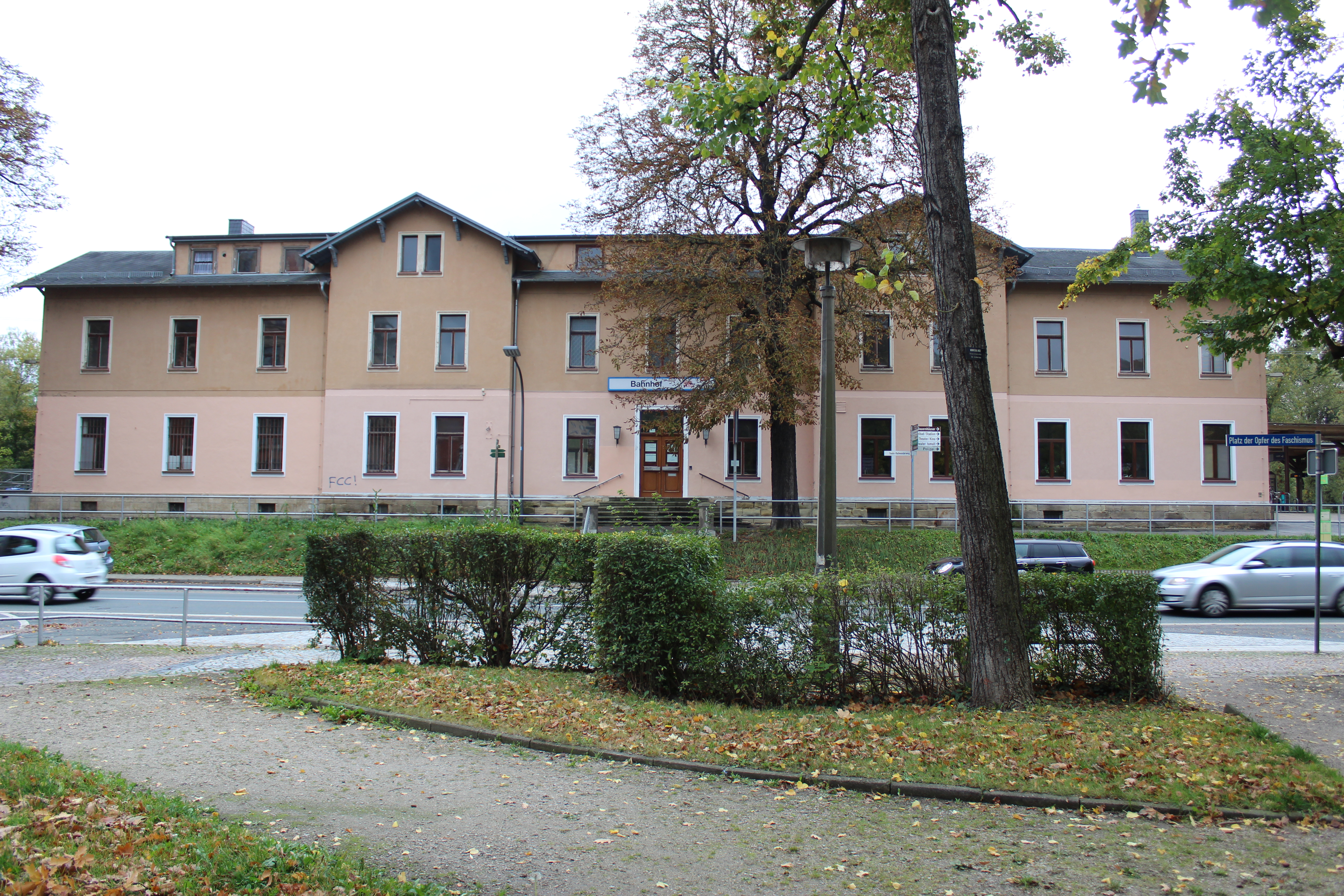
A vasútállomás
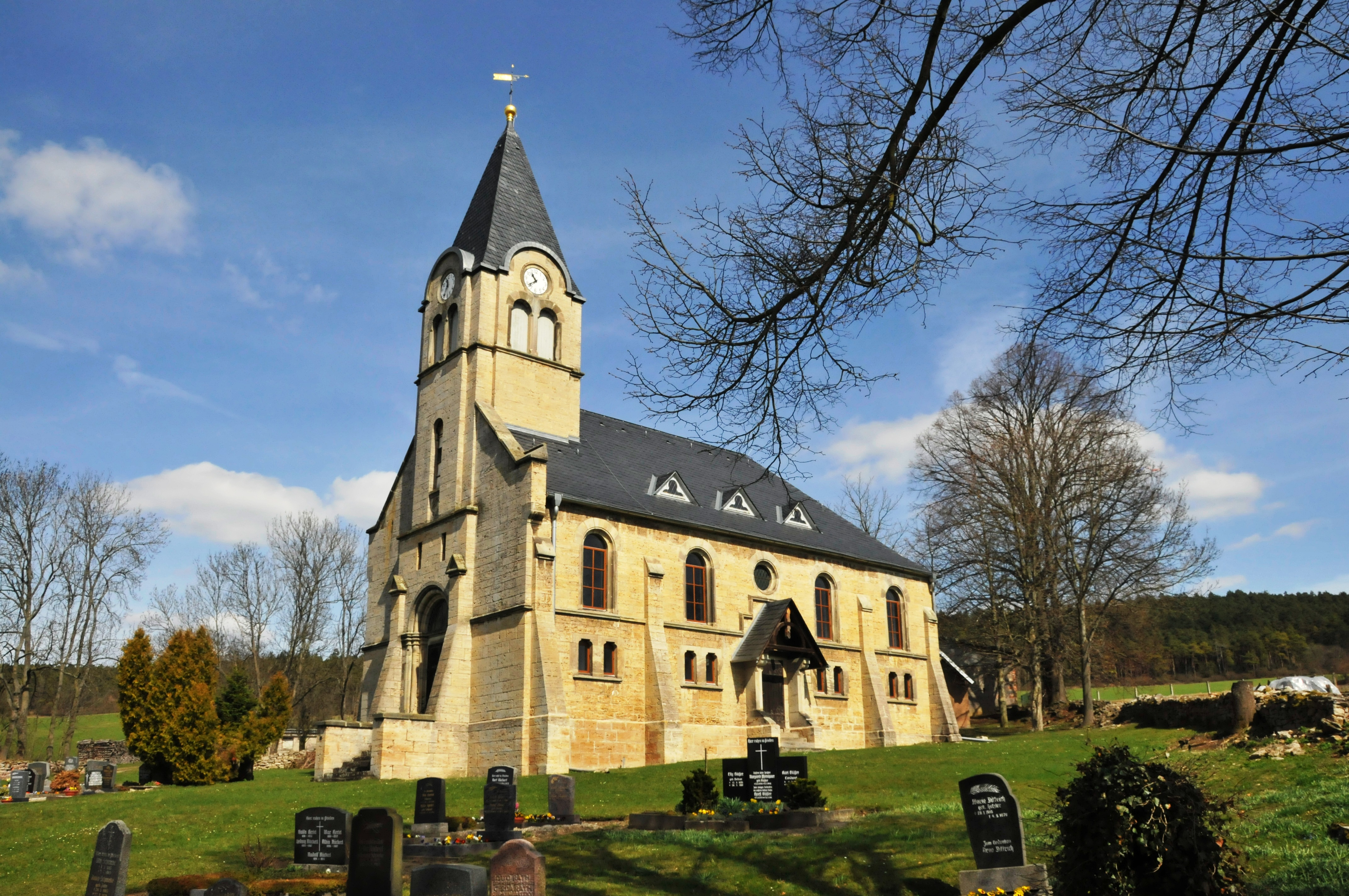
A breitenheerdai evangélikus templom
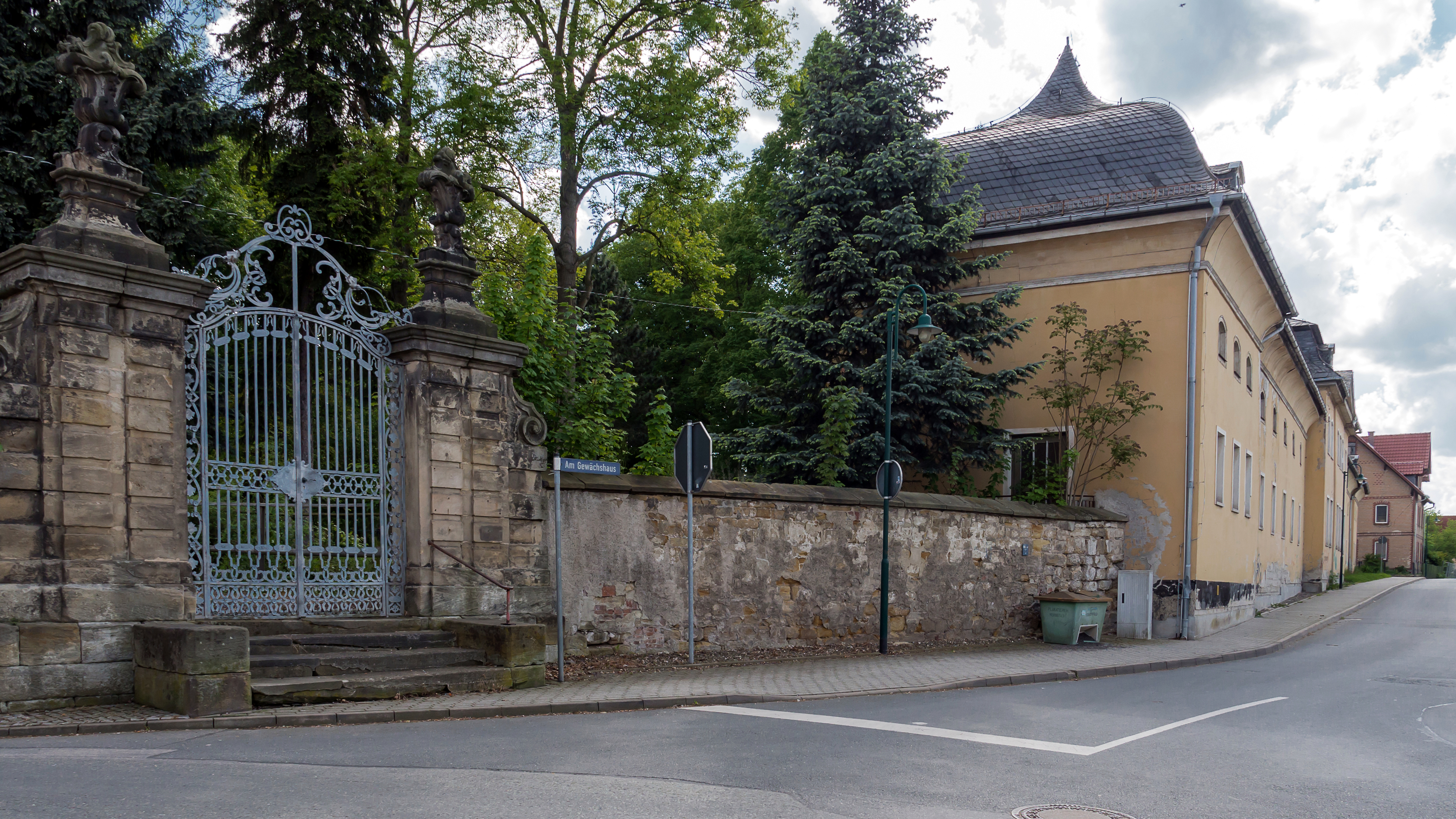
A cumbachi kastély
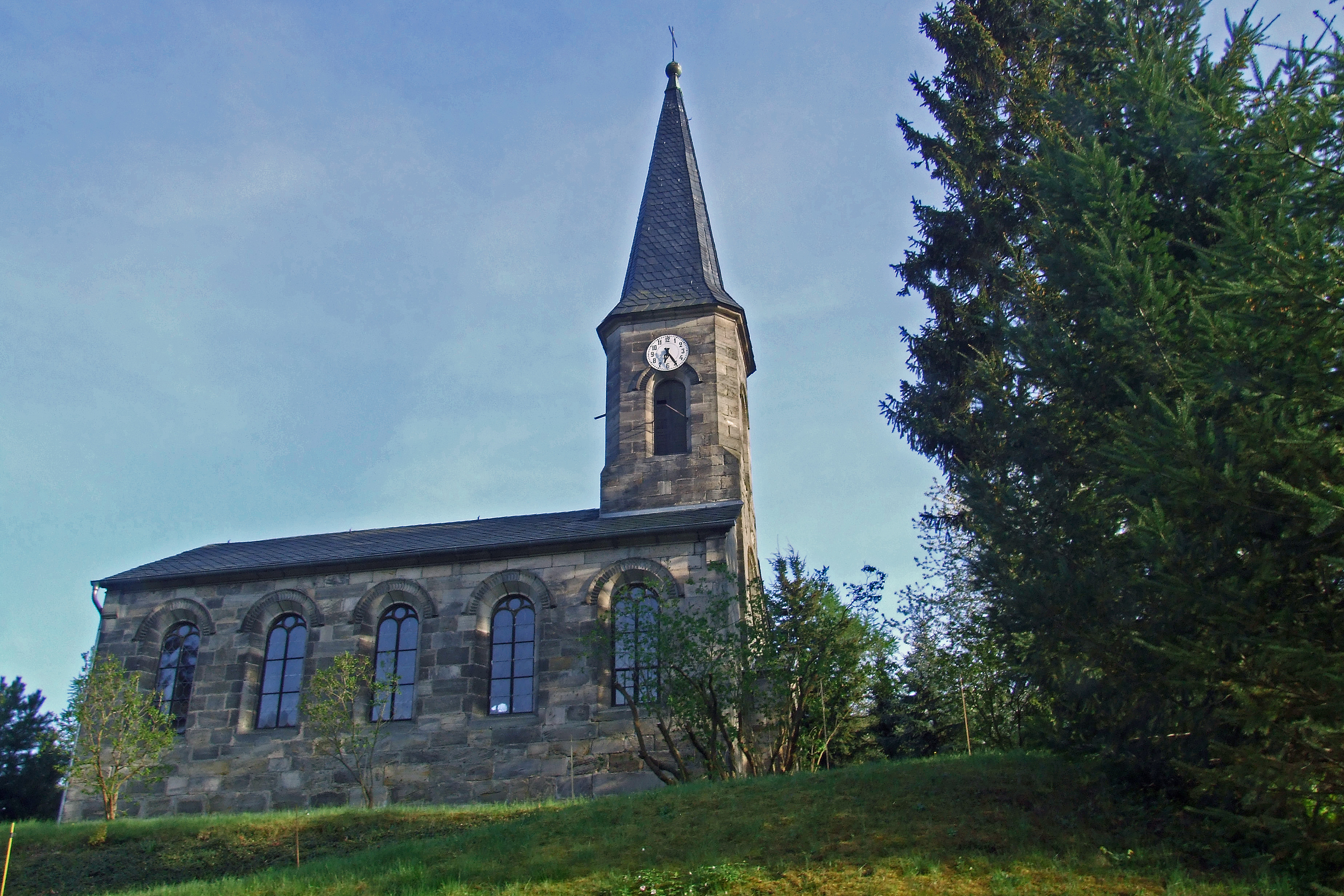
Az  eschdorfi templom
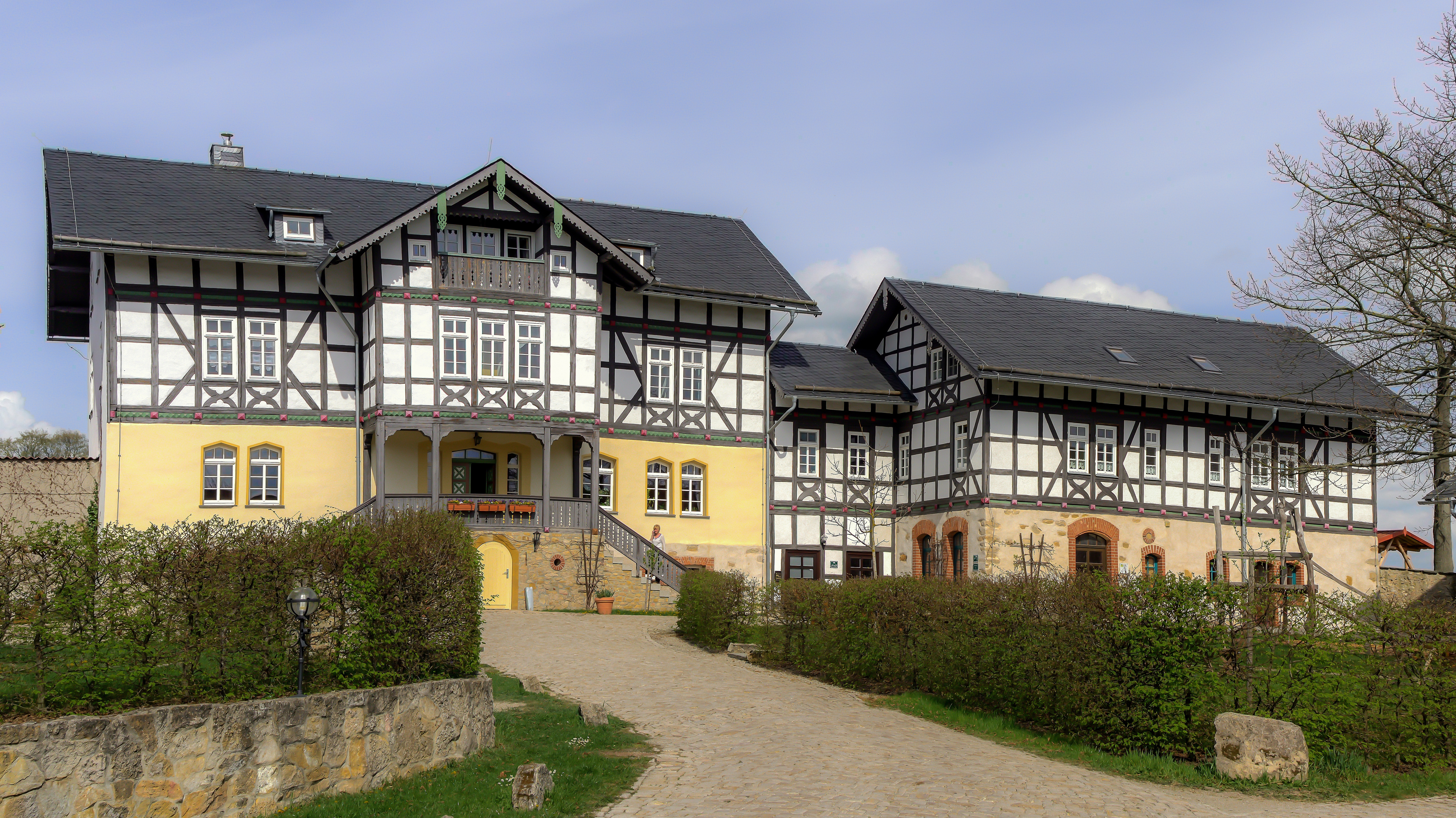
Groschwitz
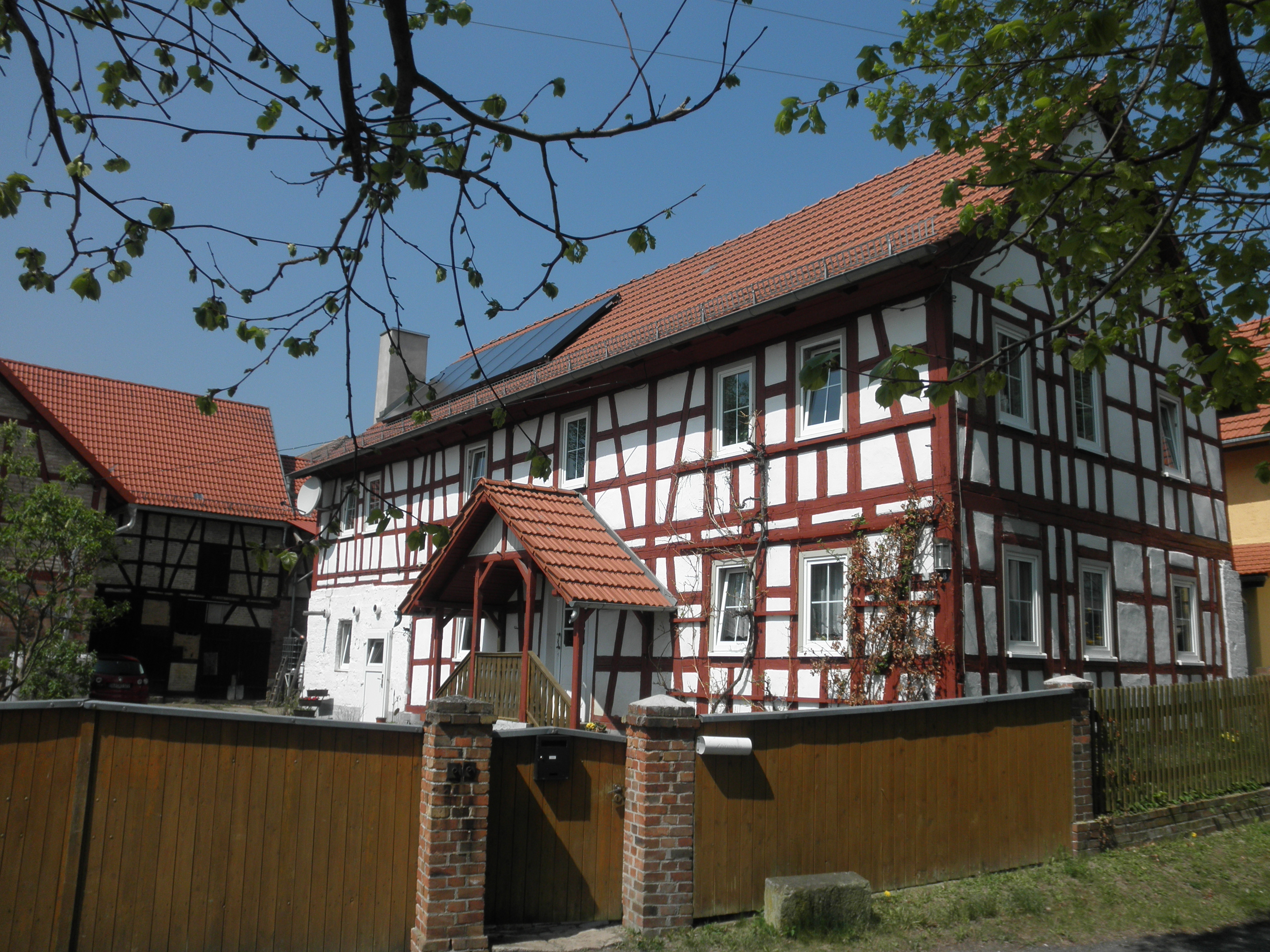
Haufeld
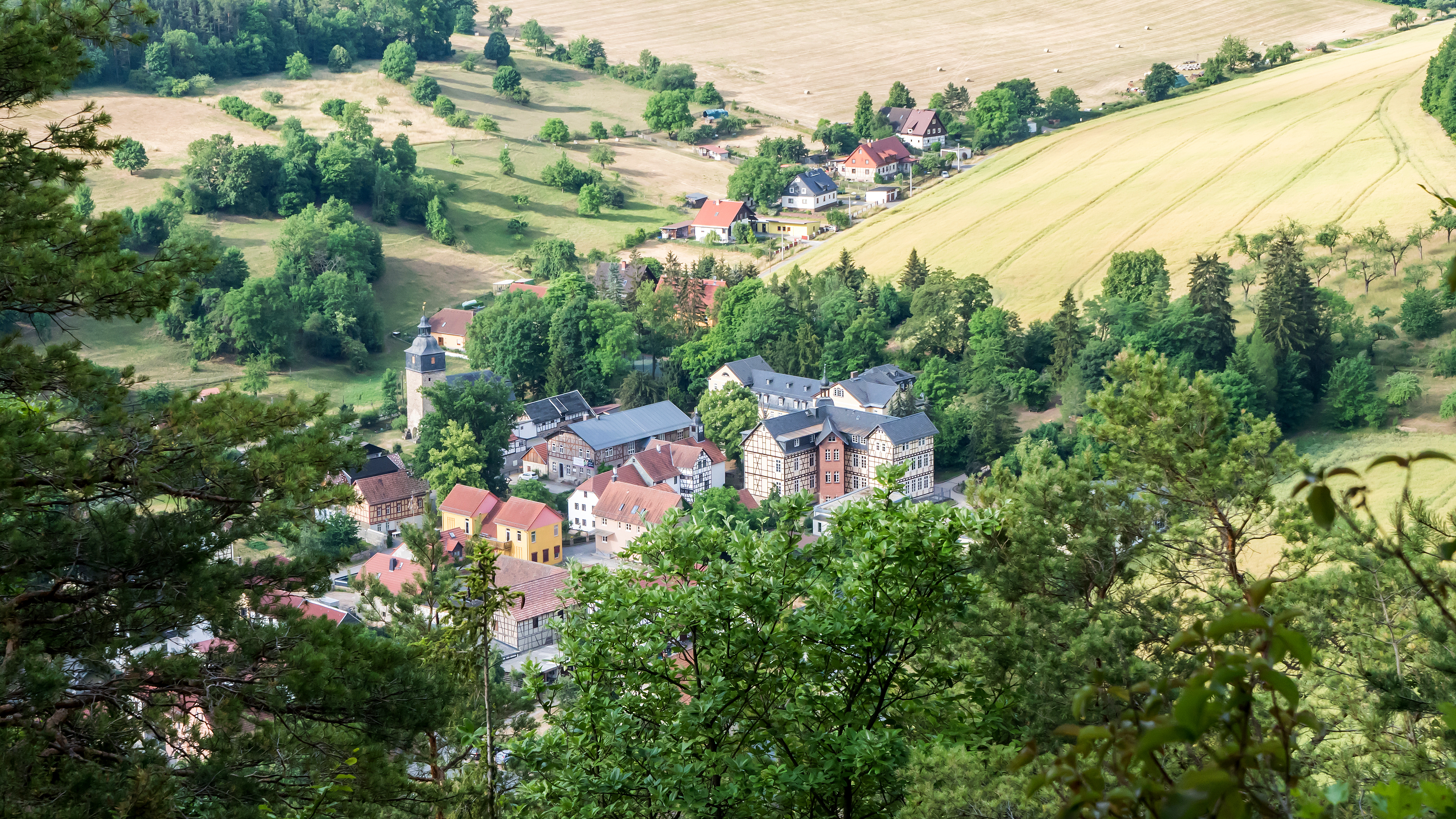
Keilhau
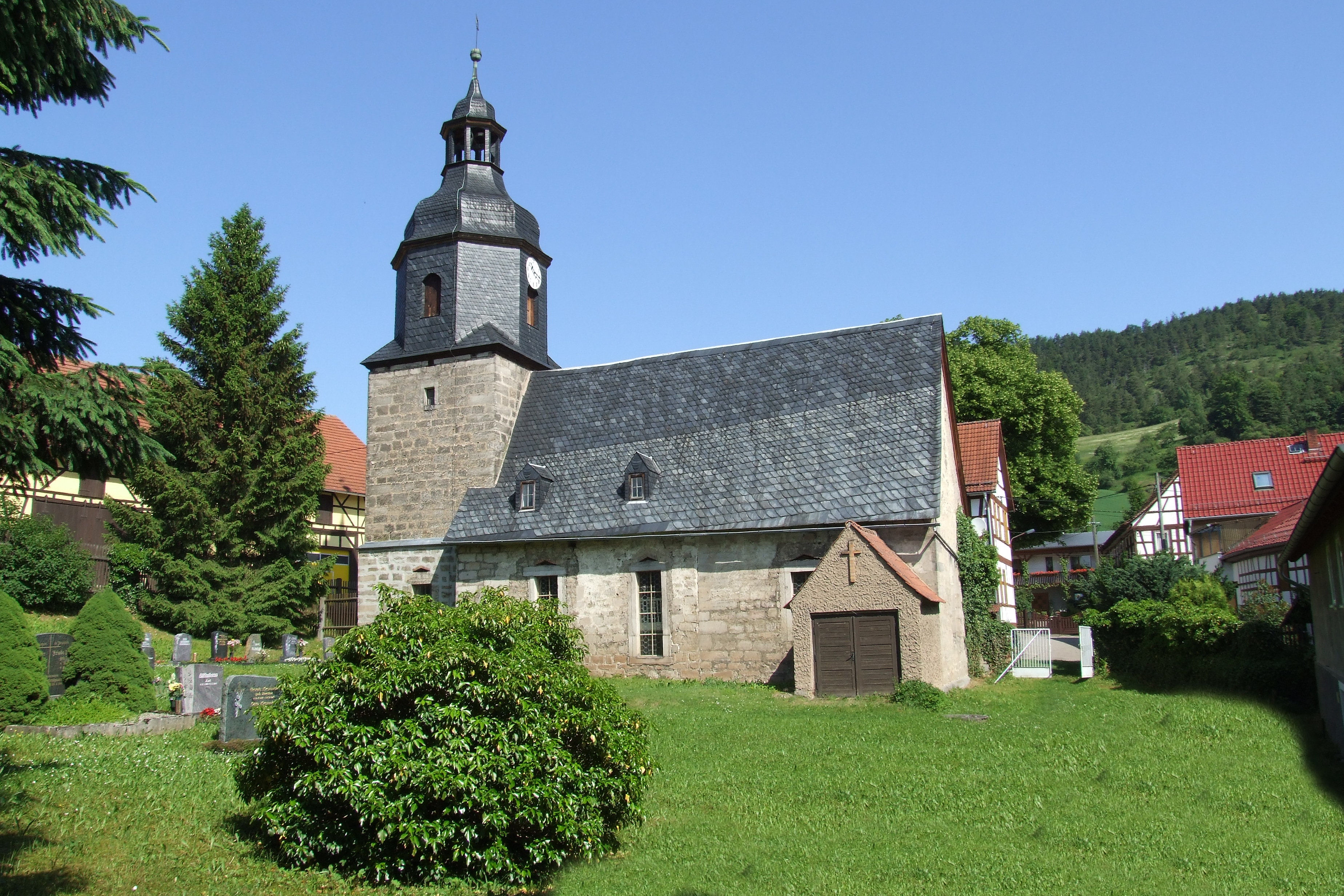
Milbitz
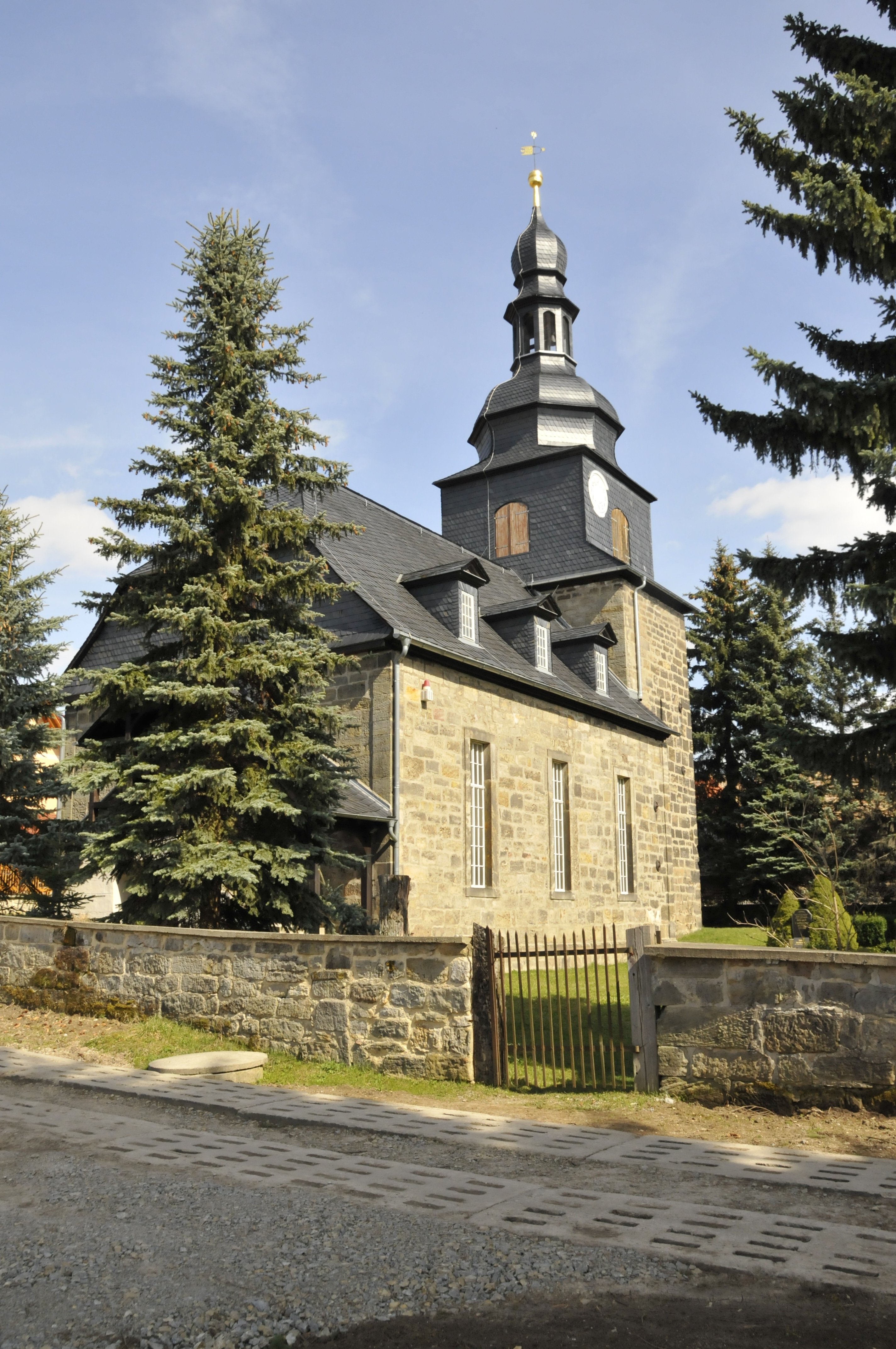
Kirchremda
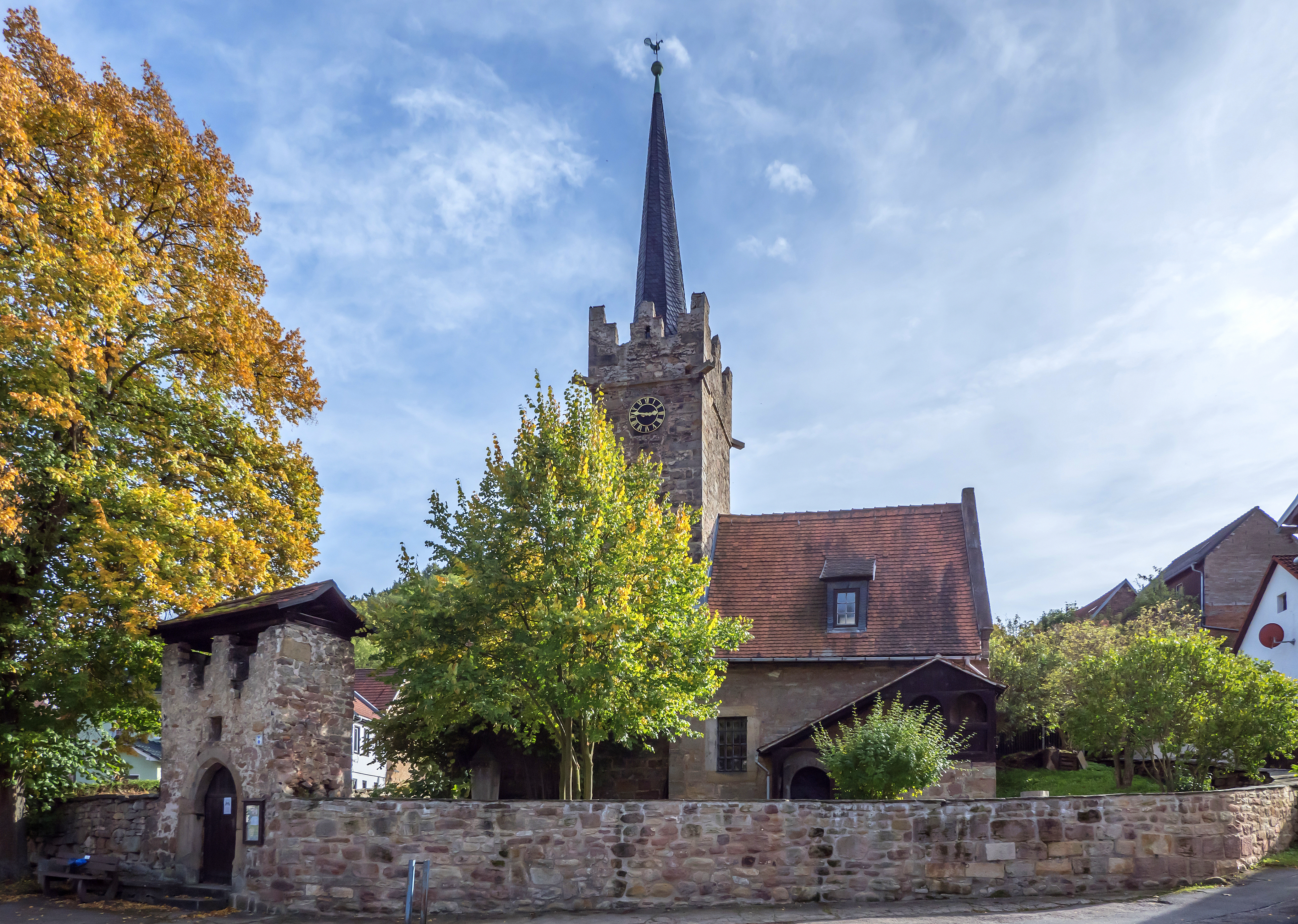
Schaala
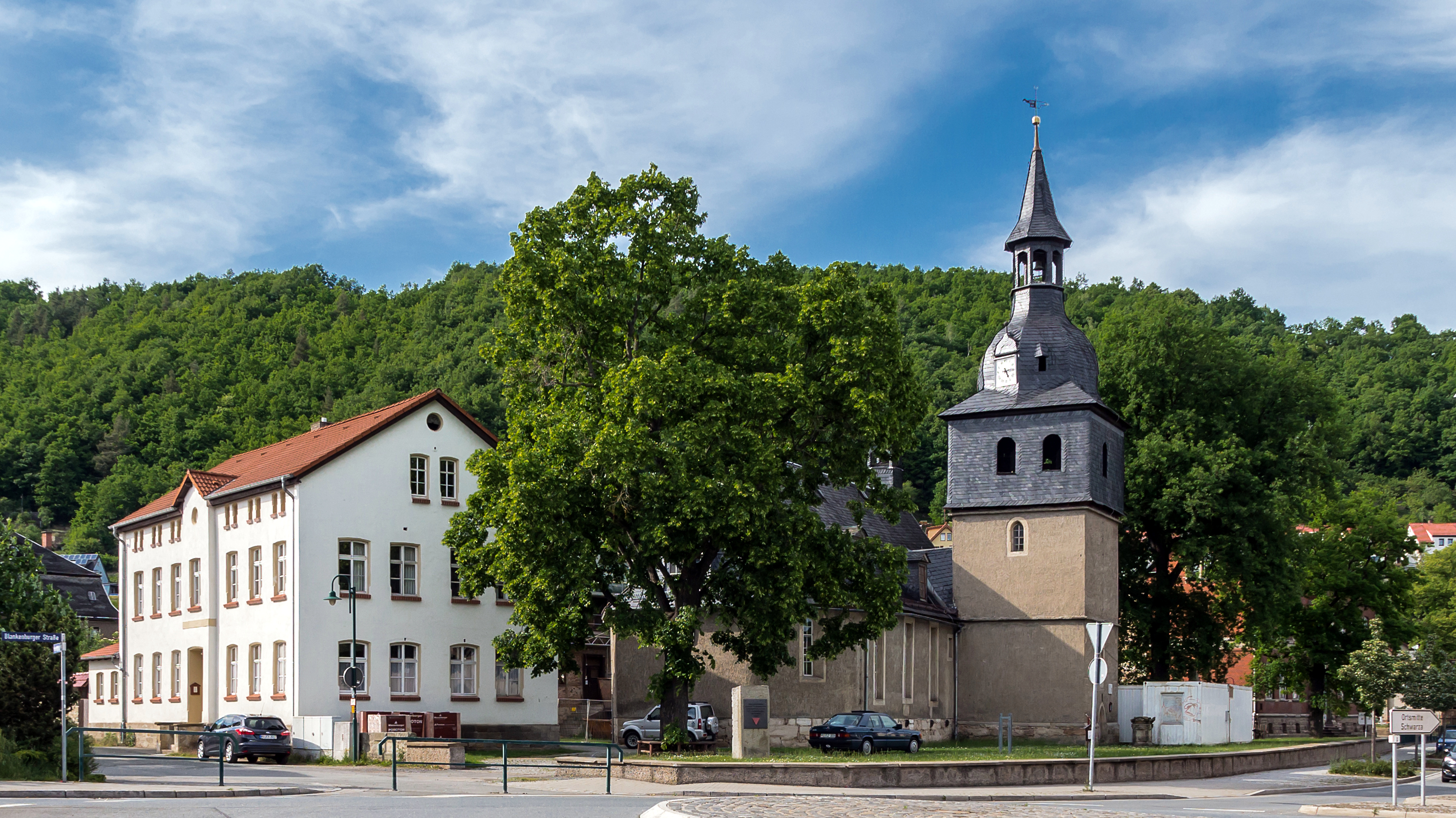
Schwarza
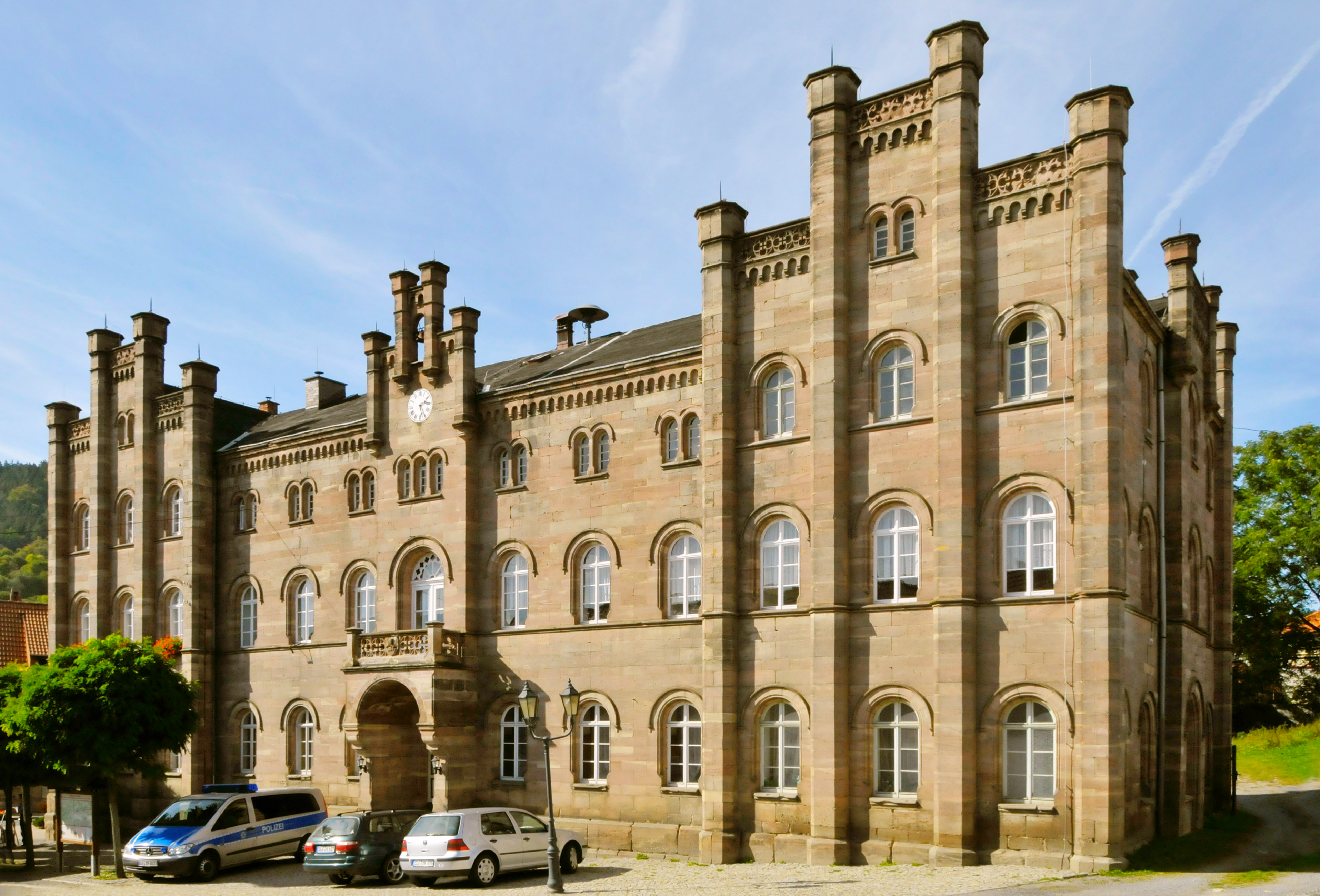
Teichel városháza
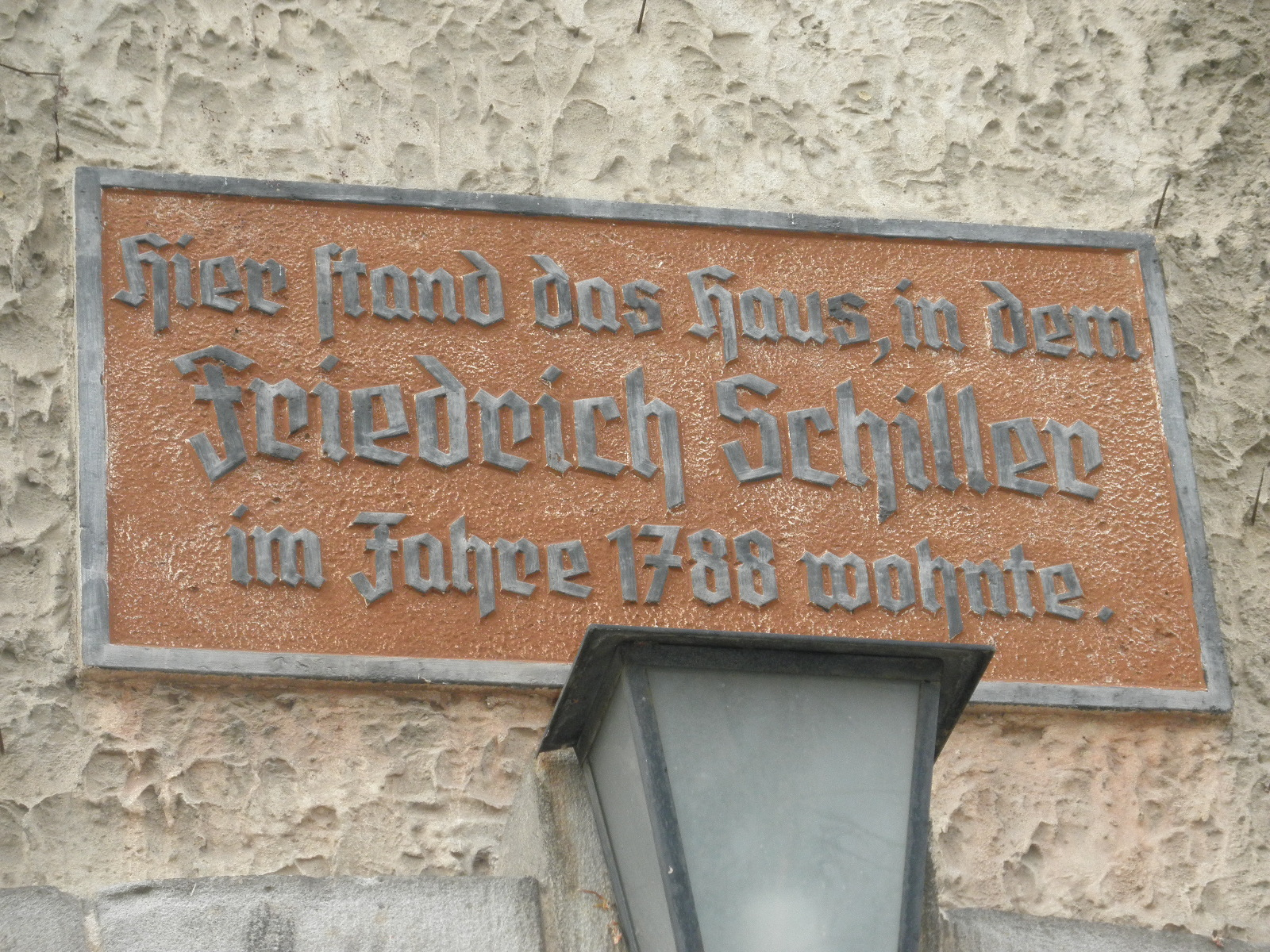
Volkstedt

## Fordítás
- Ez a szócikk részben vagy egészben  a   Rudolstadt című német Wikipédia-szócikk fordításán alapul.  Az eredeti cikk szerkesztőit annak laptörténete sorolja fel. Ez a jelzés csupán a megfogalmazás eredetét és a szerzői jogokat jelzi, nem szolgál a cikkben szereplő információk forrásmegjelöléseként.